# Musa textilis
Musa textilis är en enhjärtbladig växtart som beskrevs av Luis Née. Musa textilis ingår i släktet bananer, och familjen bananväxter.
Arten är endemisk för Filippinerna. Inga underarter finns listade.
Från växten utvinns växtfibern manilla eller manillahampa. Kring år 1900 svarade export av manilla för cirka 2/3-delar av Filippinernas export. På engelska används även det spanska ordet abacá (eller abacá hemp) för manillahampa. Växten är inte släkt med hampa men missförstånd på grund av namnet förekommer i flera texter där det blandas ihop eller beskrivs som varianter av samma växt.
Fibern används främst för rep och tågvirke och odlas sedan 1500-talet. Manillarep är resistenta mot havsvatten, flyter och behöver inte tjäras. Finare fiber används för textilproduktion. Manillapapper är ett starkt omslagspapper som tillverkas av utslitet tågvirke.